# Lago koi

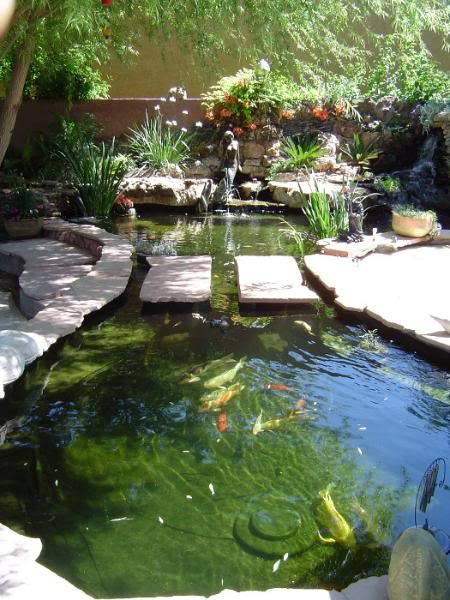
Exemplo de um lago koi.

Lagos koi são pequenos lagos artificiais ornamentais oriundos do Japão. Esses lagos, em sua maioria, são populados com peixes do tipo Nishikigoi (abreviadamente, koi, de onde vem o nome), que é um nome informal para uma variedade de peixes que se desenvolveram a partir do cruzamento entre Cyprinus carpio (carpa-comum) e Cyprinus rubrofuscus.
Originalmente, no início do século XIX, estes peixes nasciam naturalmente em alguns lagos de pesca. Ao notar peixes de coloração diferente dos demais, os koi, os pescadores começaram a separar estes dos demais. Ao longo dos anos, estes peixes foram adquirindo eles mesmos suas variações até passarem a ser vendidos como animais exóticos.
Manter um lago koi requer cuidados de filtragem da água, que pode ser mecânica, quando feita por sistema de bomba, filtro e drenos; ou biológica, quando substâncias químicas são introduzidas de modo a promover o ciclo do nitrogênio. A filtragem mecânica ainda pode ser estimulada com radiação ultravioleta, que causa a floculação das algas presentes na água.